# 柯呈枋
柯呈枋（1972年11月30日—），彰化縣伸港鄉人，中華民國政治人物，現任彰化縣政府參議。曾任彰化縣政府勞工處處長、中國國民黨籍第九屆立法委員、臺中市政府參事、勞動部勞動力發展署雲嘉南分署署長、卓伯源縣府之彰化縣副縣長及法務部科長。

## 背景
堂伯為曾任監察委員的柯明謀。2006年，於彰化縣政府擔任秘書工作，歷任計畫處長、勞工處長、縣長機要秘書、彰化縣副縣長。2014年，受到時任彰化縣縣長卓伯源的支持參與縣長選舉黨內初選，最後敗給前立委林滄敏。
2019年1月10日，柯呈枋黨內初選民調勝出，受中國國民黨提名參選立委補選，同年1月21日調任臺中市政府參事後，請假以投入補選，最後贏過前鹿港鎮長黃振彥，順利當選立委，並於當屆獲得第四屆國立中正大學傑出校友。
2020年1月11日，在立委選舉競選連任。最終以7,500票的差距輸給時任縣議員陳秀寳，區域立委任期僅僅10個月便黯然落幕。卸任後，先後回任彰化縣政府參議，轉任彰化縣縣長辦公室主任，又回任勞工處長，現又再次回任縣府參議。

## 選舉紀錄
| 年度 | 選舉屆數           | 選舉區           | 所屬政黨   | 得票數 | 得票率 | 當選標記 | 備註 |
| ---- | ------------------ | ---------------- | ---------- | ------ | ------ | -------- | ---- |
| 2019 | 第九屆立法委員補選 | 彰化縣第一選舉區 | 中國國民黨 | 47,835 | 52.11% |          |      |
| 2020 | 第十屆立法委員選舉 | 彰化縣第一選舉區 | 中國國民黨 | 88,690 | 47.97% |          |      |

## 外部連結
- 柯呈枋的Facebook專頁